# Das indische Grabmal
Das indische Grabmal is een West-Duitse avonturenfilm uit 1959 onder regie van Fritz Lang.

## Verhaal
De architect Harald Berger wordt verliefd op de Indiase prinses Seetha, die is voorbestemd voor een maharadja. Omdat hun liefde onmogelijk is, vluchten ze weg. De maharadja stuurt huurlingen achter hen aan.

## Rolverdeling
| Acteur            | Personage               |
| ----------------- | ----------------------- |
| Debra Paget       | Tempeldanseres Seetha   |
| Paul Hubschmid    | Ingenieur Harald Berger |
| Claus Holm        | Dr. Walter Rhode        |
| Sabine Bethmann   | Irene                   |
| Walter Reyer      | Maharadja Chandra       |
| René Deltgen      | Maharadja Ramigani      |
| Jochen Brockmann  | Maharadja Padhu         |
| Valéry Inkijinoff | Opperpriester Yama      |
| Richard Lauffen   | Bhowana                 |
| Jochen Blume      | Asagara                 |